# Cistícola dels dambos
La cistícola del dambos (Cisticola dambo) és una espècie d'ocell passeriforme de la família Cisticolidae pròpia del sud de l'Àfrica central.

## Hàbitat i distribució
L'hàbitat natural son els herbassars tropicals humits i les zones baixes estacionalment inundables.
Es troba a Angola, el Gabon, el sud de la República Democràtica del Congo i Zàmbia.